# Али Ибрахимов
Али Рафиев Ибрахимов е български политик от турски произход.

## Биография
Роден е на 16 януари 1924 година в разградското село Арслан. От 1938 година е член на РМС, а от 1944 година и на БКП. След 9 септември става председател на Околийска ОФ комисия и секретар на Околийския комитет на РМС и на БКП за Исперих. От 1957 година е секретар на ОК на БКП в Русе, а от 1959 е първи секретар на ОК на БКП в Силистра. Между 1954 и 1971 година е член на Президиума на Народното събрание. Член на ЦК на БКП от 1962 до 1971 година. Бил е председател на Комисията по народните съвети и развитието на населените места през шестия мандат на народното събрание. От 1977 до 1981 г. е секретар на Общия партиен комитет в Прага с ранг на пълномощен министър.